# Wercklea pseudoferox
Wercklea pseudoferox är en malvaväxtart som först beskrevs av Bénédict Pierre Georges Hochreutiner, och fick sitt nu gällande namn av P.A. Fryxell. Wercklea pseudoferox ingår i släktet Wercklea och familjen malvaväxter. Inga underarter finns listade i Catalogue of Life.